# Jean Aquistapace
Jean Aquistapace, né le 22 août 1882 à Nice et mort le 20 octobre 1952 dans la même ville, est un chanteur d'opéra et acteur français.

## Biographie

### Origines
Il naît le 22 août 1882 à Nice, 2 rue Fodéré, d'une liaison entre Thérésius Joseph, 26 ans, né dans la même ville, commerçant, et de Césarine Paule Merier, 24 ans, couturière, née à Saint-Tropez.

### Carrière
Chanteur vedette à l'Opéra de Paris, il dirige par la suite l'Opéra de Nice.
Il a été maire du Cros-de-Cagnes.

### Vie privée
Le 5 septembre 1908, il épouse Angélique Berthe Bruni au Mont-Dore, dans le Puy-de-Dôme.
Il meurt le 20 octobre 1952 à Nice, est inhumé au cimetière ancien de Cagnes-sur-Mer, dans les Alpes-Maritimes.

## Filmographie
- 1932 : Maurin des Maures de André Hugon : Pastoure
- 1932 : La Merveilleuse Journée de Robert Wyler et Yves Mirande : Le pharmacien
- 1932 : Mon cœur balance de René Guissart
- 1932 : Prenez garde à la peinture d'Henri Chomette
- 1933 : D'amour et d'eau fraiche de Félix Gandéra
- 1933 : L'Illustre Maurin de André Hugon : Pastoure
- 1933 : Je te confie ma femme de René Guissart
- 1934 : Le Billet de mille de Marc Didier
- 1934 : Le Comte Obligado de Léon Mathot
- 1934 : On a trouvé une femme nue de Léo Joannon
- 1935 : Coup de vent de Jean Dréville et Giovacchino Forzano
- 1935 : La Fille de madame Angot de Jean Bernard-Derosne
- 1935 : Jeunesse d'abord de Jean Stelli et Claude Heymann
- 1935 : Monsieur Sans-Gêne de Karl Anton
- 1936 : Ménilmontant de René Guissart
- 1936 : Passé à vendre de René Pujol
- 1937 : Romarin de André Hugon : Romarin
- 1937 : Si tu reviens de Jacques Daniel-Norman
- 1938 : La Marseillaise de Jean Renoir
- 1938 : Frères corses de Géo Kelber
- 1938 : Le Moulin dans le soleil de Marc Didier
- 1938 : Terre de feu de Marcel L'Herbier
- 1939 : Terra di fuoco de Giorgio Ferroni et Marcel L'Herbier, version italienne du précédent
- 1939 : Face au destin de Henri Fescourt
- 1939 : Jeunes Filles en détresse de Georg-Wilhelm Pabst : Le ministre
- 1940 : La Nuit merveilleuse de Jean-Paul Paulin
- 1940 : Vénus aveugle de Abel Gance
- 1942 : La Belle Aventure, de Marc Allégret
- 1943 : Arlette et l'Amour de Robert Vernay
- 1948 : L'École buissonnière de Jean-Paul Le Chanois
- 1952 : Les Souvenirs de Maurin des Maures de André Hugon - court métrage -

## Théâtre
- 1913 : Tosca de Giacomo Puccini, Théâtre national de l'Opéra-Comique
- 1928 : Mariette ou Comment on écrit l'histoire de Sacha Guitry, Théâtre Édouard VII
- 1938 : Prenez garde à la peinture de René Fauchois, mise en scène Pierre Juvenet, Théâtre des Mathurins
- 1941 : Ô mon bel inconnu, Théâtre des Bouffes Parisiens